# Oberea andamanica
Oberea andamanica là một loài bọ cánh cứng trong họ Cerambycidae.